# Abtao
Abtao o Huapi Abtao (del mapundungun avthav, "junto al extremo" o "junto al fin") es una isla chilena del archipiélago de Calbuco, en el golfo de Ancud. Se ubica a 9 km de la boca oriental del canal de Chacao, que separa el continente de la isla Grande de Chiloé. Administrativamente, pertenece a la comuna de Calbuco, en la provincia de Llanquihue.
Se extiende cerca de cinco kilómetros, con forma de una medialuna vuelta al oeste. Posee un ancho medio que no pasa de un kilómetro. Por su extremo noroeste toca en la rada de Chayahué y por el del sudoeste remata en la punta de Quilque. Es plana hacia su mitad austral, y ligeramente alta y quebrada en la otra del norte.

## Historia
Entre 1602 y 1603 se asentaron en la isla unos trescientos indios reyunos provenientes de la ciudad de Osorno. Esta población no estaba sujeta a la encomienda, y era considerada aliada a los españoles del Gobierno de Chiloé, dependiendo del Fuerte de Calbuco para la defensa de la provincia.
En el canal que la separa del continente al norte, sucedió el 7 de febrero de 1866 el Combate de Abtao, parte de la Guerra hispano-sudamericana. En recuerdo de este episodio, desde 1966 en la isla se levanta el Monumento al Vigía, donde, de forma anual, personal de la Armada de Chile rememora la acción militar de 1866.
Durante el juicio a la Recta Provincia de 1881, algunos indígenas procesados en Ancud declaran que Abtao era uno de los territorios alcanzados por la organización, donde recibía la denominación de "Norte América".
En la isla se encuentra la Capilla de Nuestra Señora del Tránsito, considerada una de los 152 templos identificados como parte de la Escuela chilota de arquitectura religiosa en madera por parte del Ministerio de las Culturas, las Artes y el Patrimonio.

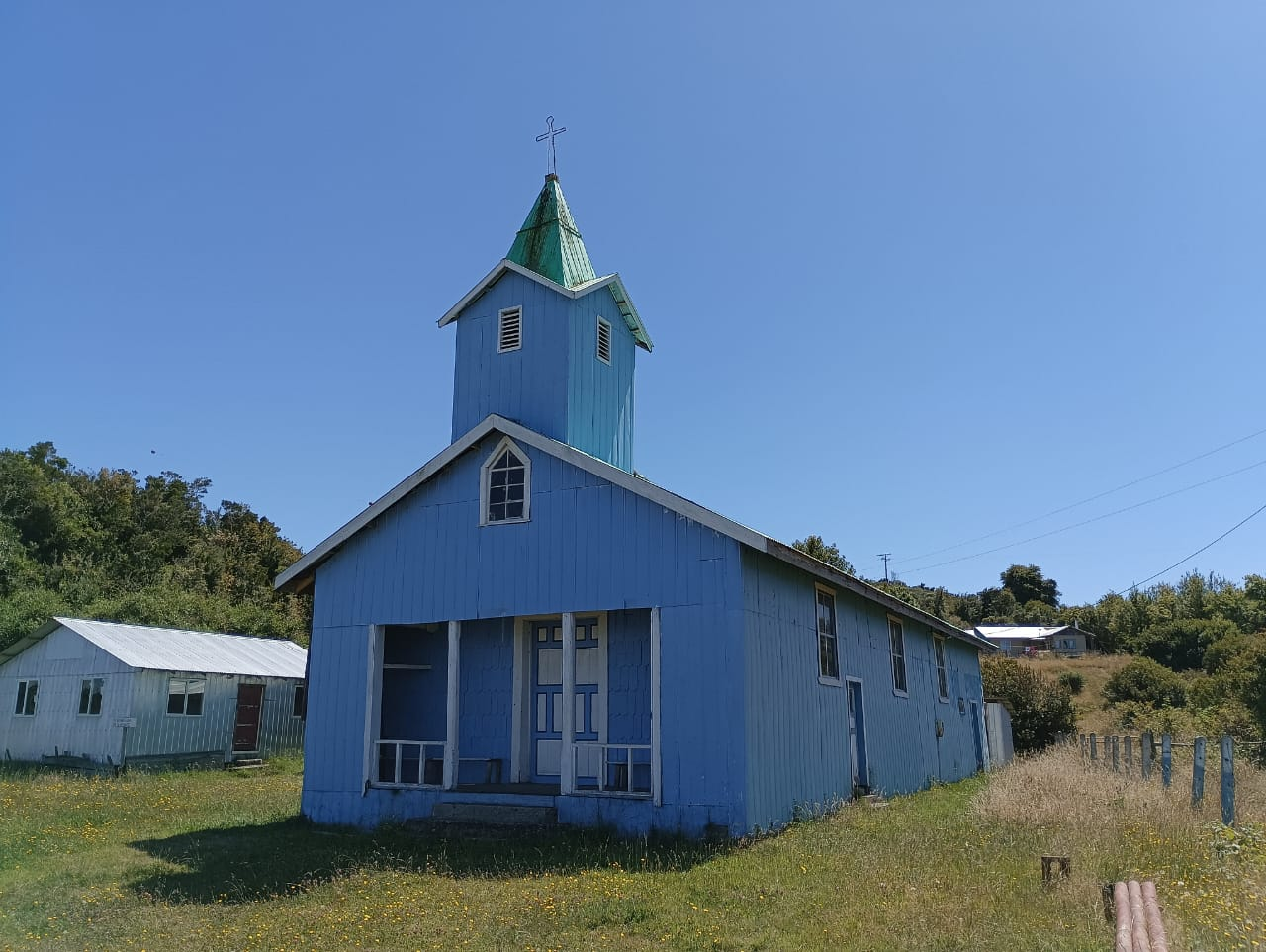
Capilla de Nuestra Señora del Tránsito.
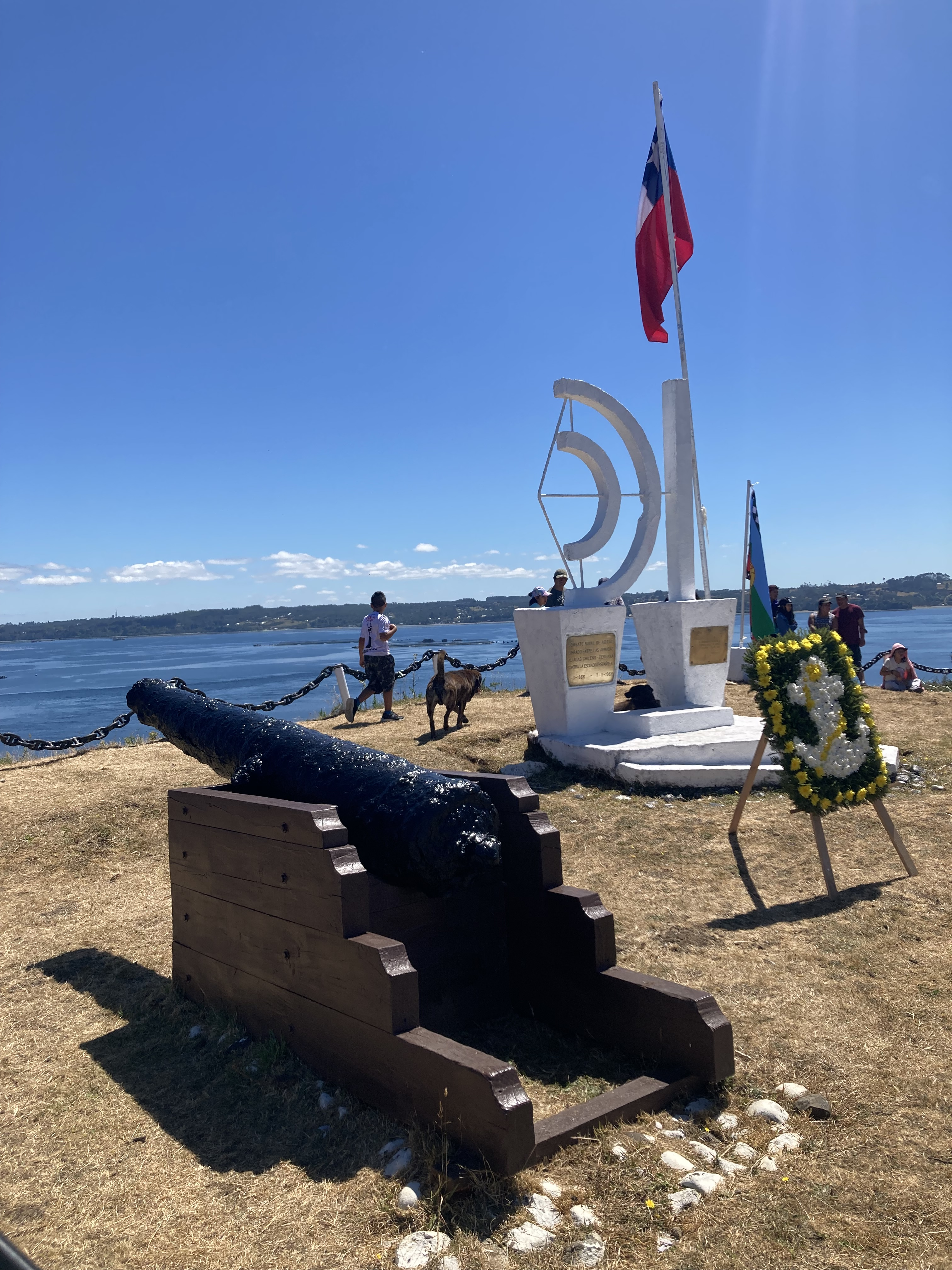
Monumento al Vigía.